# Chatfield Hollow State Park
Chatfield Hollow State Park ist ein State Park im US-Bundesstaat Connecticut auf dem Gebiet der Gemeinde Killingworth. Im Park befinden sich Indianer-Höhlen und historische Orte, wie die Nachbildung eines Wasserrades und eine überdachte Brücke. Das Oak Lodge Nature Center ist saisonal geöffnet und bietet Informationen und Führungen im Park.
Die CT-80 (North Branford Road) trennt den Park vom Forster Pond State Park.

## Geologie
An verschiedenen Stellen des Parks tritt das Grundgestein zu Tage. Diese Aufschlüsse bestehen aus so genanntem Monson-Gneis, einer Art Granit aus der Subduktionszone des Iapetus-Schelfs. Der Iapetus-Ozean drängte auch nach der Bildung des Granits heran und formte den Plutonit bei der Kollision von Avalonia mit der nordamerikanischen Platte um in den heutigen Gneis. Später erodierten die darüber liegenden Schichten und gaben das Gestein frei.
Der Monson-Gneis ist ein mittel- bis grobkörniges Gestein, von heller Farbe und vor allem aus Plagioklas, Quarz und Biotit aufgebaut. An manchen Stellen kommen Garnate, Epidot oder Magnetit vor.
Das Tal, in dem Chatfield Hollow liegt, ist ein Gletschertal, was man an den steilen Hängen und den häufig vorkommenden "Erratics" erkennen kann. Diese Steinblöcke bestehen meist aus Monson-Gneis, aber es kommen auch Gesteine aus weit entfernten Gegenden vor.

## Gewässer
Der Pond Meadow Brook fließt von Norden in das Parkgebiet, bildet zusammen mit anderen Rinnsalen den Chatfield Hollow Pond und fließt dann als Chatfield Hollow Brook weiter nach Süden zum Hammonasset River.

## Freizeitmöglichkeiten

### Wandern
Im Park gibt es ca. 20 mi an Wanderwegen, die auch in einem angrenzenden Stück des Cockaponset State Forest weiterlaufen. Unter anderen der Chatfield Trail, einer der Blue-Blazed Trails gehört zu dem System und es gibt einige anspruchsvolle Routen. Zusätzlich bietet der 250 m (825 ft) lange Paul F. Wildermann Boardwalk die Möglichkeit ein Moor zu erkunden.

### Mountain biking
Die Mountain-Bike-Routen gehören zu den technisch anspruchsvollsten Strecken im State. Besonders beliebt sind der Lookout Trail und der Pond Trail, eine Nebenstrecke des Deep Woods Trail.

### Klettern
Verschiedene Steilwände und Kliffs entlang der Route 81 machen den Park zu einem beliebten Ziel für Kletterer.

### Angeln
Chatfield Hollow State Park ist einer der elf Connecticut's Trout Parks. Er wird regelmäßig vom Department of Energy & Environmental Protection mit Fischen besetzt. Die beste Angelzeit liegt zwischen dem Opening day und dem Memorial day. Die Teiche und Bäche sind leicht zugänglich für Jungangler.